# Almost in Love
| Recensione | Giudizio |
| ---------- | -------- |
| AllMusic   | [ 2 ]    |
| MusicHound | [ 3 ]    |

Almost in Love è una compilation di Elvis Presley, pubblicata nel 1970 dalla RCA Camden, una divisione economica sussidiaria della RCA.

## Contenuti
Il disco consiste per lo più di singoli usciti sul finire degli anni sessanta che non erano ancora stati pubblicati su LP in precedenza, comprese A Little Less Conversation del 1968 (una versione di questo brano registrata da Elvis per il suo speciale TV sulla NBC del 1968, sarebbe poi stata remixata da Tom Holkenborg alias Junkie XL e divenne un notevole successo nel 2002) e Rubberneckin, un singolo uscito nel 1969 remixato in seguito da Paul Oakenfold nel 2003. Inclusa come bonus track è presente My Little Friend, uno scarto dalle sedute di registrazione del 1969 che avevano prodotto From Elvis in Memphis. La canzone Stay Away, Joe fu inclusa nel disco per errore (era già stata pubblicata a inizio 1970 nella compilation Let's Be Friends); e quando la RCA-Camden ristampò Almost in Love nel 1973, rimpiazzò il brano con Stay Away, una canzone differente. La title track dell'album è un brano proveniente da un film di Presley del 1968, Live a Little, Love a Little. L'album è stato ripubblicato dalla Pickwick Records nel 1975 e fatto uscire in versione compact disc (Sony/BMG A 681610) nel 2006.

## Tracce
CS (RCA Camden Classics 2440)
1. Almost in Love (Luiz Bonfá, Randy Starr) – (da Live a Little, Love a Little)
2. Long Legged Girl (With the Short Dress On) (Winfield Scott, J. Leslie McFarland) – (da Fermi tutti, cominciamo daccapo!)
3. Edge of Reality (Bernie Baum, Bill Giant, Florence Kaye) – (da Live a Little, Love a Little)
4. My Little Friend (Shirl Milete)
5. A Little Less Conversation (Mac Davis, Billy Strange) – (da Live a Little, Love a Little)
6. Rubberneckin' (Dory Jones, Bunny Warren) – (da Change of Habit)
7. Clean Up Your Own Backyard (Mac Davis, Billy Strange) – (da Guai con le ragazze)
8. U.S. Male (Jerry Reed Hubbard)
9. Charro! (Mac Davis, Billy Strange) – (da Un uomo chiamato Charro)
10. Stay Away, Joe (Ben Weisman, Sid Wayne) – (rimpiazzata da Stay Away nella ristampa del 1973 e nella versione in CD del 2006) (dall'omonimo film)

## Classifiche
| Classifica (1970) | Posizione raggiunta |
| ----------------- | ------------------- |
| Regno Unito       | 38                  |
| Stati Uniti       | 65                  |